# Contrato estimatorio
El contrato estimatorio es un tipo de contrato mercantil que suelen celebrar los fabricantes o los mayoristas, con minoristas, y consiste en que una de las partes, denominada "tradens", entrega a la otra, denominada "accipiens" bienes para que los venda en un periodo de tiempo determinado. Una vez que se haya cumplido el plazo, deberá pagar los bienes que haya vendido y devolver los que no haya vendido, o bien quedárselos hasta su venta. El comerciante minorista asume el riesgo de daños o desperfectos que puedan sufrir las mercancías, y si éstas sufriesen deterioros o daños, tendría que pagárselas al mayorista. Hay que tener en cuenta que recibirá una contra prestación denominada comisión por el servicio prestado.
Este contrato posee gran incidencia práctica pues constituye la forma habitual de operar de muchos sectores, pero sigue suponiendo una alternativa a la compraventa sin integrarse como un contrato de distribución en sentido estricto.
La principal diferencia con un contrato de compraventa ordinario, estriba en que la entrega de los bienes que realiza el fabricante o el mayorista no transmite la propiedad al minorista, pero sí la plena disposición de los mismos.
La principal ventaja de este tipo de contrato para los minoristas, es que no tienen que hacer desembolso de dinero hasta que no vendan la mercancía. Y la principal ventaja para los mayoristas y fabricantes, que pueden ser utilizados como un medio para introducirse en el mercado.
Función: El comerciante minorista puede adquirir mercaderías sin cancelar de inmediato el precio, con la opción de devolverlas si no las vende dentro del plazo que se pacte.
Características principales: bilateral, real, oneroso, real, oneroso conmutativo, de tracto sucesivo, traslativo de dominio.
- Datos: Q5785308